# La Chailleuse
La Chailleuse é uma comuna francesa na região administrativa da Borgonha-Franco-Condado, no departamento de Jura. Estende-se por uma área de 24.53 km². Em 2010 a comuna tinha 676 habitantes (densidade: 27,6 hab./km²).
Foi criada em 1 de janeiro de 2016, a partir da fusão das antigas comunas de Arthenas, Essia, Saint-Laurent-la-Roche e Varessia.